# Kaple svatých Andělů Strážných (Zboží)
Kaple svatých Andělů Strážných je římskokatolická kaple ve Zboží, části města Dvůr Králové nad Labem, farnosti Dvůr Králové nad Labem.

## Historie
Do 20. století patřila obec i kaple pod samostatnou farnost Choustníkovo Hradiště.